# ダブルLTE
ダブルLTE（ダブルエルティーイー）とは、ソフトバンクがSoftBankブランドにて提供するSoftBank 4G LTEにて提供されているサービスで、ソフトバンク(正確には、ワイモバイル株式会社を吸収合併する前のソフトバンクモバイル株式会社が提供する帯域)のLTE網に加え、旧ワイモバイル（旧イー・アクセス）のLTE網が利用可能となるサービスである。

## 概要
SoftBank 4G LTEで使われていたLTE Band 1(2.1GHz帯)の混雑解消を目的として2013年3月21日に開始された。
イー・モバイルの基地局が発射する電波(PLMN=440-00)にソフトバンクモバイルの識別子信号(PLMN=440-20)を加えることで実現しているため、LTE Band 3(1800MHz帯)に対応した機種であれば申し込み不要で利用でき、別途料金も発生しない。
また、ソフトバンクモバイルの発表によると、混雑していない回線に優先的に接続されるように設計されており、回線ごとに混雑度が違うと言った事は発生しにくくなっているとの事である。
2013年9月20日には、「ダブルLTE」をさらに高速化し、それぞれが下り最大75Mbpsとなり超高速通信が可能な倍速ダブルLTE となっている。
2014年7月からはソフトバンクモバイルの900MHz帯によるLTEサービスが開始され、2GHz帯および1800MHz帯にこの900MHz帯を加えた「トリプルLTE」となっているが、特段の発表は行っていない。

## 対応機種
サービス開始当初の対応端末はApple製品のLTE対応モデルで、後にAndroidのHybrid 4G LTE対応端末(AXGPにも対応)も対応機種に加わった。なお、SIMフリー端末等でもLTEバンド番号の1と3(トリプルLTEの場合は8が加わる)に対応している機種であれば当サービスを利用可能である。
- iPhone 5
- iPhone 5c（トリプルLTE対応）
- iPhone 5s（トリプルLTE対応）
- iPad (第4世代)(Wi-Fi + Cellularモデル)
- iPad mini(Wi-Fi + Cellularモデル)

因みに、ワイモバイルのEM01Lも、ダブルLTE網に対応している（トリプルLTEにも、端末仕様上は対応）。なお、一部自社回線を用いながらもソフトバンクモバイルからのMVNO扱い（いわゆる、又貸し）という複雑な形となる。